# Forno (Moena)

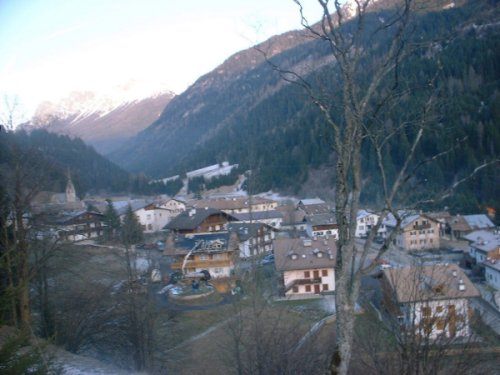
Vista da aldeia Forno, em direcção a Moena

Forno é uma fração da comuna italiana de Moena (província de Trento), da qual dista aproximadamente 4 km. Forno tem cerca de 168 habitantes e situa-se entre as comunas de Predazzo e Moena. Ali fala-se o dialeto do Val di Fiemme (fiemmazzo).
O nome da localidade, Forno, deriva do latim Furnus (forno, onde se fundem os metais), em razão da atividade ligada à metalurgia do ferro.